# Устя-Біскупське (гміна)
Гміна Устя-Біскупське (пол. Gmina Uście Biskupie) — колишня сільська гміна, яка входила до Борщівського повіту Тернопільського воєводства ІІ Речі Посполитої. Адміністративним центром гміни було село Устя-Біскупське (тепер село Устя Борщівського району).
Гміна утворена 1 серпня 1934 року на підставі нового закону про самоуправління (23 березня 1933 року). Гміну створено на основі попередніх гмін: Худиківці, Пилипче, Горошова, Михалків, Устя-Біскупське.
Площа гміни — 67,27 км²

Кількість житлових будинків — 1757

Кількість мешканців — 7090
У 1939 році з приходом радянської влади, була скасована.